# 珍妮林德 (阿肯色州)
珍妮林德（英語：Jenny Lind）是位於美國阿肯色州錫巴斯琴縣的一個非建制地區。該地的面積和人口皆未知。

## 地理
珍妮林德的座標為35°15′19″N 94°19′11″W / 35.25528°N 94.31972°W，而該地的平均海拔高度為146米（即479英尺）。